# 3231-es mellékút (Magyarország)
A 3231-es számú mellékút egy közel 20 kilométeres hosszúságú, négy számjegyű mellékút Jász-Nagykun-Szolnok vármegye északi részén; Pusztamonostortől húzódik Jászárokszállásig.

## Nyomvonala
A 32-es főútból ágazik ki, annak a 15+300-as kilométerszelvénye közelében, Pusztamonostor központjában, északkelet felé. Belterületi szakasza a Kossuth Lajos utca nevet viseli, majdnem pontosan 800 méter után éri el a lakott terület szélét, majd ott átszeli a Hatvan–Újszász-vasútvonal vágányait, Pusztamonostor vasútállomás térségének délkeleti széle mellett. A vasúti keresztezést elhagyva kissé északabbi irányt vesz, majd nagyjából 3,5 kilométer után nagy ívben keletnek fordul, és immár Jászfényszaru határvonalát kísérve folytatódik.
Csaknem pontosan a negyedik kilométerénél elhalad a két előbbi település és Jászágó hármashatára mellett, majd ez utóbbi területén halad tovább. 6,4 kilométer után Nagyhalom külterületi településrészt érinti, a 7. kilométere táján pedig eléri a község belterületét, melynek déli széle mellett halad el, Monostori út néven. 8,3 kilométer megtételét követően már újból külterületek között jár, és ismét többé-kevésbé északkeleti irányt követ.
11,5 kilométer után lépi át Jászárokszállás határvonalát, 16,3 kilométer után keresztezi a Szarv-Ágy patakot, majd hamarosan keletnek fordul. 17,6 kilométer megtételét követően éri el a város első házait, melyek között először a Rosenberger Katalin út nevet veszi fel. Így keresztezi a Vámosgyörk–Újszász-vasútvonalot, majdnem pontosan a 18. kilométerénél, nyílt vonali szakaszon, a síneken túl már az Ágói utca nevet viseli. Rövidesen véget is ér, a báros belterületének déli részén, beletorkollva a 3203-as útba, annak 17+650-es kilométerszelvénye közelében.
Teljes hossza, az országos közutak térképes nyilvántartását szolgáló kira.kozut.hu adatbázisa szerint 18,618 kilométer.

## Települések az út mentén
- Pusztamonostor
- (Jászfényszaru)
- Jászágó
- Jászárokszállás